# Akane (manzana)
Akane es el nombre de la variedad cultivar de manzano (Malus domestica). 
Un híbrido de manzana del cruce de 'Ralls Janet' x 'Indo'. Criado en 1936 en la Estación Experimental de Manzanas de Aomori Japón. Fue descrito y nombrado en 1948. Las frutas tienen una carne de color blanco, crujiente, de textura gruesa y algo masticable, sabor dulce y jugoso, muy aromático con un toque a fresa.

## Sinonimia
- "Tohoku 3",
- "Prime Red",
- "Primered",
- "Prime Rouge",
- "Primrouge",
- "Red Sky",
- "Tokyo Rose".[5]

## Historia

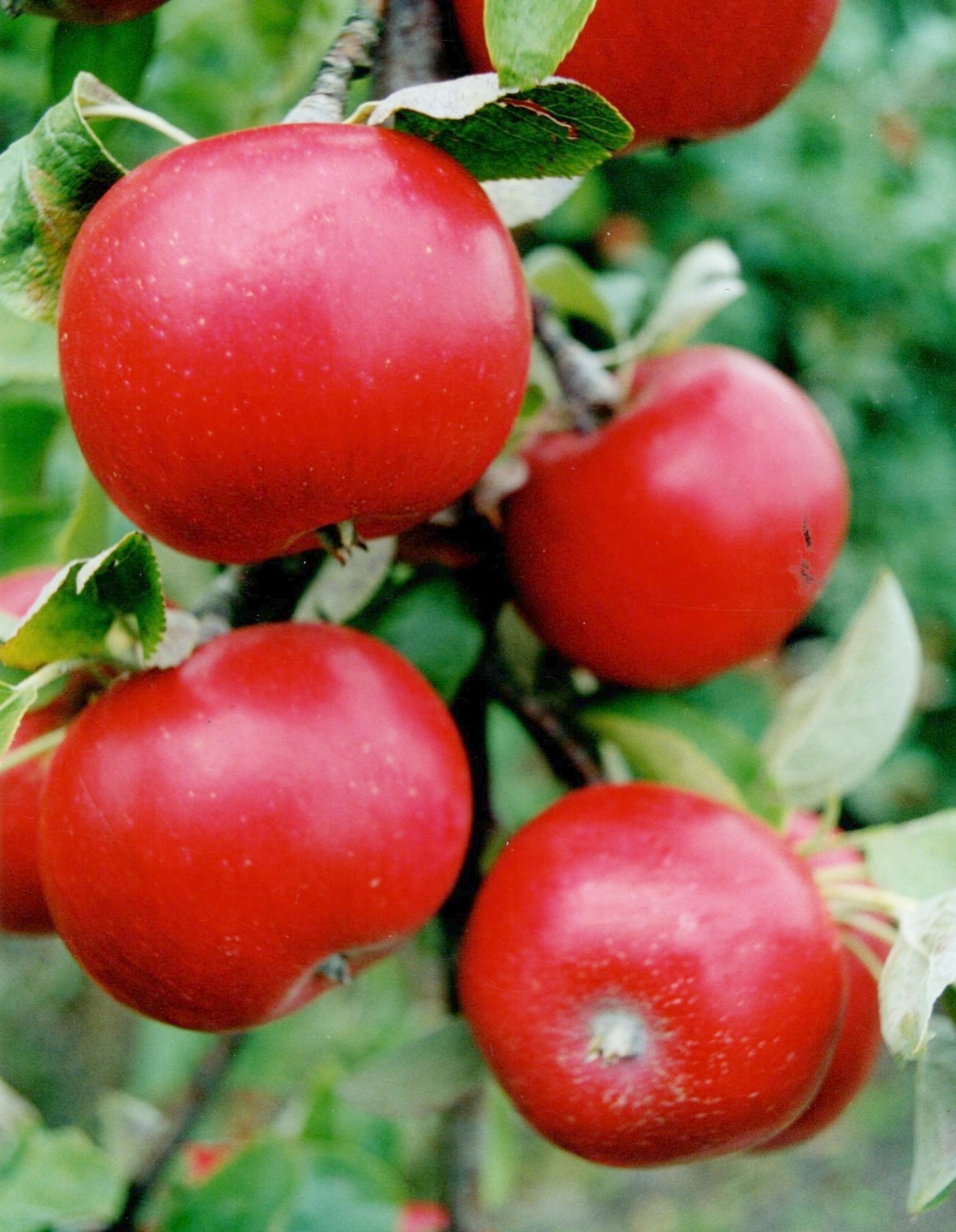
La manzana Akane en el árbol

'Akane' es una variedad de manzana, híbrido del cruce de 'Jonathan' como Parental-Madre x el polen de 'Worcester Pearmain' como Parental-Padre. Desarrollado y criado en 1953 en la Estación Experimental de Manzanas de Aomori Japón. Lanzado en los circuitos comerciales en 1970.
'Akane' está cultivada en diversos bancos de germoplasma de cultivos vivos tales como en National Fruit Collection (Colección Nacional de Fruta) de Reino Unido con el número de accesión: 1972-006 y Nombre Accesión : Akane.

## Características
'Akane' árbol de extensión erguida, de vigor moderadamente vigoroso, portador de frutos en espuela. Tiene un tiempo de floración que comienza a partir del 8 de mayo con el 10% de floración, para el 12 de mayo tiene una floración completa (80%), y para el 20 de mayo tiene un 90% caída de pétalos. Debe cultivarse en un clima cálido donde se adapta mejor.
'Akane' tiene una talla de fruto de pequeño a medio; forma truncado cónica con tendencia a cónica, a menudo tiende a ser asimétrico con nervaduras anchas y pronunciadas, corona débil; epidermis es lisa con color de fondo es verde, con un sobre color rubor rojo brillante que puede cubrir toda la superficie, pero más a menudo el color base se muestra en el lado sombreado donde tiene una ligera franja roja, importancia del sobre color medio-alto, y patrón del sobre color rayas / moteado, presentando un rubor rojo que cubre las tres cuartas partes de la superficie, las lenticelas blanquecinas son abundantes, aunque apenas visibles en el lado sombreado, ruginoso-"russeting" (pardeamiento áspero superficial que presentan algunas variedades) bajo; cáliz pequeño y cerrado, ubicado en una cuenca de profundidad media y bastante estrecha rodeada por una corona ligeramente estriada; pedúnculo moderadamente largo y de calibre robusto, colocado en una cavidad con ruginoso-"russeting" algo profunda y angosta; carne de color blanco, crujiente, de textura gruesa y algo masticable, sabor dulce y jugoso, muy aromático con un toque a fresa.
Su tiempo de recogida de cosecha se inicia a mediados de agosto. A menudo se recolecta antes de su mejor momento porque la piel se colorea muy temprano, pero el sabor y el aroma están en su punto máximo cuando se deja madurar por completo. Una vez que esté maduro, es mejor usar Akane lo antes posible. Se mantiene bien durante tan solo un mes en cámara frigorífica.

## Progenie
'Akane' como Parental-Padre tiene en su progenie a la nueva variedad de manzana:
- Sansa

## Usos
Una excelente manzana para comer en postre de mesa, también se cocina bien, manteniendo su forma cuando se hornea en tartas. La salsa de manzana hecha con esta manzana es agradablemente dulce y rosada si se cocina con la cáscara. También hace maravillosos anillos de manzana seca y una excelente tarta de manzana.

## Ploidismo
Diploide, auto estéril. Grupo de polinización: D, Día 14.